# Granby (Massachusetts)
Granby é uma vila localizada no condado de Hampshire no estado estadounidense de Massachusetts. No Censo de 2010 tinha uma população de 6.240 habitantes e uma densidade populacional de 85,78 pessoas por km².

## Geografia
Granby encontra-se localizado nas coordenadas 42° 14′ 42″ N, 72° 30′ 00″ O. Segundo o Departamento do Censo dos Estados Unidos, Granby tem uma superfície total de 72.75 km², da qual 72.08 km² correspondem a terra firme e (0.92%) 0.67 km² é água.

## Demografia
Segundo o censo de 2010, tinha 6.240 pessoas residindo em Granby. A densidade populacional era de 85,78 hab./km². Dos 6.240 habitantes, Granby estava composto pelo 96.49% brancos, o 0.4% eram afroamericanos, o 0.24% eram amerindios, o 1.11% eram asiáticos, o 0.02% eram insulares do Pacífico, o 0.64% eram de outras raças e o 1.11% pertenciam a duas ou mais raças. Do total da população o 2.08% eram hispanos ou latinos de qualquer raça.